# Los pasos perdidos (película)
Los pasos perdidos es una película argentina-española de Manane Rodríguez, protagonizada por Irene Visedo, Luis Brandoni, Concha Velasco y Federico Luppi. El guion fue escrito por Xavier Bermúdez y Manane Rodríguez y fue estrenada el 9 de agosto de 2001.

## Argumento
El film cuenta la historia Mónica Erigaray (Visedo), una joven de 20 años que vive en España junto con sus padres Ernesto (Brandoni) e Inés (Velasco), quienes a su vez habían emigrado de Argentina cuando ella era niña. El drama se desencadena cuando llega Bruno Leardi (Luppi), y conecta a Mónica con su identidad real y el terrorismo de Estado en Argentina.

## Actores
- Irene Visedo (Mónica)
- Luis Brandoni (Ernesto)
- Concha Velasco (Inés)
- Federico Luppi (Bruno)
- Juan Querol (Pablo)
- Jesús Blanco (Luis)
- Gabriel Moreno (Gómez)
- Pedro Martínez (II) (Meléndez)
- Cristina Collado (Miriam)
- Amparo Valle (Matilde)
- Yael Barmatan (Silvia)
- Élida Mauro (Testigo)
- Paulina Gálvez (Abogada)
- José Caride (Juez)

## Producción y rodaje
La película se rodó durante los meses de octubre y noviembre de 2000 en Argentina y en algunos distritos del ciudad de Madrid.